# Marc Cherry
Marc Cherry (nació el 23 de marzo de 1962) es un escritor y productor estadounidense. Se lo conoce principalmente como el creador de Desperate Housewives, también es conocido por haber creado Devious Maids en la misma línea de la anterior.

## Trayectoria
La suerte de Cherry cambió gracias a una decisión y a una anécdota. Primero decidió alejarse del formato convencional de la telecomedia, la que se rueda con cuatro cámaras y se decora con risas enlatadas. Después encontró su inspiración.
Cherry estaba viendo las noticias en televisión junto a su madre en el verano de 2002. Los informativos abrían con un suceso terrible: una mujer, Andrea Yates, había ahogado a sus cinco hijos en la bañera, uno por uno, aparentemente porque no soportaba el peso de la maternidad. Cherry se mostró horrorizado: «¿Te imaginas cómo puede una mujer estar tan desesperada como para hacer algo así?», preguntó en voz alta de manera retórica. Tras un silencio pesado, su madre dijo: «Sí. Yo lo entiendo».
«¿Sí, yo lo entiendo?». Cherry descubrió de golpe que todo en la vida tiene un lado oscuro, incluido un concepto tan sagrado como la maternidad, intocable en la escala social de valores. Él había crecido convencido de que su familia era feliz, aunque el padre no pasaba mucho tiempo en casa y su empleo en una petrolera los llevó por Hong Kong, Irán y Arabia Saudí. Cherry entendió en ese momento el sacrificio de su madre, que dejó su carrera para convertirse en ama de casa; entendió los disgustos escondidos, la desesperación... A Cherry se le encendió una bombilla.
«Siempre digo que Desperate Housewives es un homenaje a Sex and the City y Six Feet Under, la primera por lo bien que exponía la relación entre esas cuatro mujeres y la segunda por esa sensibilidad oscura y retorcida. Cuando concebí mi serie pensé que las mujeres de Sex and the City siempre trataban de buscar a su hombre perfecto. Y pensé qué pasaría si las cuatro encuentran a ese hombre perfecto, y se marchan a vivir a las afueras a estos chalés fantásticos, y se dan cuenta de que todavía no son felices... Y ése es el comienzo de mi serie: cuatro mujeres que se mudan a las afueras, consiguen el tipo de vida que querían y de repente descubren que están desesperadas. Es una exploración de la infelicidad de las mujeres después de conseguir lo que quieren».
- Datos: Q526173
- Multimedia: Marc Cherry / Q526173